# Halberstädter Straße 152 (Magdeburg)

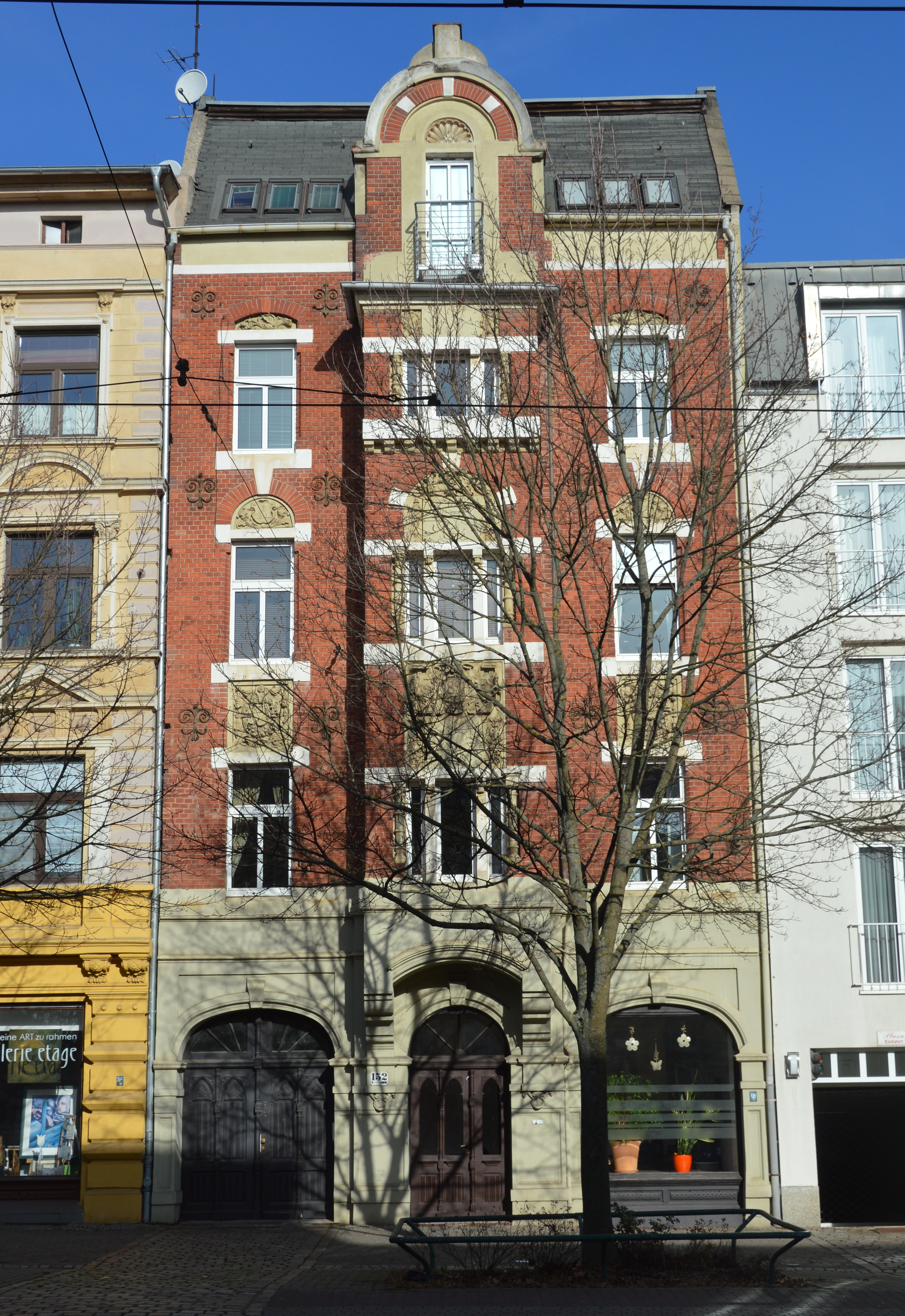
Haus Halberstädter Straße 152

Das Haus Halberstädter Straße 152 ist ein denkmalgeschütztes Wohn- und Geschäftshaus in Magdeburg in Sachsen-Anhalt.

## Lage
Es befindet sich auf der Nordseite der Halberstädter Straße im Magdeburger Stadtteil Sudenburg. Unmittelbar westlich grenzt das gleichfalls denkmalgeschützte Haus Halberstädter Straße 154 an.

## Architektur und Geschichte
Das viergeschossige Gebäude entstand im Jahr 1891 im Stil des Neobarock, an der Stelle eines kleinen zweigeschossigen Hauses. Der Vorgängerbau gehörte dem Uhrmachermeister Wiesenthal und verfügte über Stube, Kammer und Küche. Wiesenthal verkaufte sein Haus um 1890 an den in Groß Ottersleben ansässigen Bauunternehmer Andreas Schultze. 1891 ließ Schultze das alte Gebäude abreißen und errichtete das heutige Gebäude.
Die Fassade des aus Ziegeln errichteten repräsentativen, aber mit einer Fassadenbreite von nur 9,25 Metern verhältnismäßig schmalen Baus wird von einem Kastenerker dominiert, der sich mittig vor den drei oberen Geschossen befindet. Die Fenster des Erkers werden von eingestellten, beringten Säulen flankiert. Bekrönt wird der Erker von einem Rundbogengiebel. Das Erdgeschoss verfügt über als Korbbögen gestaltete Öffnungen, die noch in ihrer ursprünglichen Ausführung erhalten sind. Hier bestehen auch noch die originalen bauzeitlichen Türen. Unterhalb der Fenster des zweiten Obergeschosses sind Felder mit floralem bzw. ornamentalen Stuck angeordnet.
Im Jahr 1913 erwarb der Sudenburger Maurermeister Max Behrend das Gebäude. Er ließ das Grundstück nach hinten auf etwa 80 Meter ausbauen. Es entstanden ein Hof, ein Hinterhaus sowie Garten und ein Hühnerhof. Später wurde auf dem Grundstück eine Handlung für chemische Produkte betrieben, in der Bohnerwachs hergestellt wurde. Darüber hinaus betrieb Hans Ding eine Drahtseilerei. Für diesen Zweck bestand eine 30 Meter lange überdachte Bahn zum Spannen der Seile. Da die Länge der Einrichtung oft nicht genügte, erstreckte sich die Seilstrecke immer wieder bis auf die Straße.
Derzeit (Stand 2017) ist im Ladengeschäft des Hauses ein Büro untergebracht.
Im örtlichen Denkmalverzeichnis ist das Wohn- und Geschäftshaus unter der Erfassungsnummer 094 81992 als Baudenkmal verzeichnet.
Das Gebäude gilt als Teil der in weiten Teilen erhalten gründerzeitlichen Bebauung der Halberstädter Straße als städtebaulich bedeutsam.